# Болгарин Ігор Якович
Ігор Якович Болгарин (28 червня 1929, Донузлав, нині Красноярське, Крим — 9 січня 2024) — радянський, російський письменник, режисер, сценарист, педагог. Лауреат Державної премії РРФСР імені братів Васильєвих (1971). Заслужений діяч мистецтв Української РСР (1978). Кавалер ордена «Знак Пошани» (1986). Заслужений діяч мистецтв Росії (2003). Кавалер ордена Дружби (2010).

## Життєпис
Закінчив сценарний факультет ВДІКу (1954, майстерня Євгена Габриловича та Іллі Вайсфельда).
Учасник Великої Вітчизняної війни. З 1952 — літературний співробітник газети «Комсомольська правда», з 1954 — сценарист кіностудії «Центрнаучфільм», з 1962 — кіностудії імені Олександра Довженка.
Більшість сценаріїв написано спільно з Віктором Смирновим.
З 1974 — педагог кафедри кінофотомайстерності Московського інституту культури.
З 2002 року — член Національної академії кінематографічних мистецтв і наук Росії.

## Нагороди
- Лауреат Ломоносівської премії (1961 — за сценарій фільму «Секрет НСЕ»)
- Лауреат Державної премії РСФСР імені братів Васильєвих (1971 — за сценарій телесеріалу «Ад'ютант його високоповажності»)
- Нагороджений Золотою медаллю ім. О. Довженка (1979 — за сценарій циклу фільмів «Дума про Ковпака»)
- Почесний громадянин міста Гола Пристань та селища Велика Лепетиха

## Творчість

### Режисерські роботи
- Повернення Вероніки — 1964 (разом з В. Г. Іллєнком)
- Над нами Південний Хрест — 1965

### Сценарії
- На графських руїнах — 1957 (пригоди)
- Дерсу Узала — 1961
- Повернення Вероніки — 1963 (у співавт. з С. Наумовим)
- Над нами Південний хрест — 1965 (у співавт. з С. Наумовим)
- Ад'ютант його високоповажності — 1969 (за власним романом, у співавт. з Георгієм Сіверським) (пригоди)
- Суворі кілометри — 1969 (детектив)
- Назад дороги немає — 1970 (у співавторстві з В. Смирновим) (військовий)
- Приваловські мільйони — 1972 (драма)
- Нічний мотоцикліст (1972, у співавторстві з В. Смирновим)
- Дума про Ковпака — 1975 (Історичний / Біографічний)
- Тачанка з півдня (1977, у співавторстві з В. Смирновим)
- Від Бугу до Вісли (1980, у співавт.)
- Контрольна зі спеціальності (1981, у співавт.)
- Берег його життя (1984, у співавторстві з В. Смирновим)
- Червоний камінь (1986, у співавт.)
- У Криму не завжди літо — 1987
- Секретний фарватер — 1987 (бойовик)
- Гомункулус — 1988
- Дезертир (1990, т/ф, у співавт. з Д. Костроменком)
- Напівімла — 2005 (драма, у співавторстві з В. Смирновим)
- Дев'ять життів Нестора Махна — 2006 (драма) тощо.